# Богда (кюйши)
Богда (псевдоним, примерно 1765—1845) — казахский кюйши, композитор. Продолжатель музыкальных традиций Абыла. Кюи Богды широко известны в Актюбинском, Уральском и Мангыстауском регионах. Виртуозно исполнял произведения Асан Кайгы, Есжана. Богда — один из немногих знатоков-исполнителей всех «шестидесяти двух Акжелен». Кюи Богды «Боз төбе», «Жем суының тасқыны», «Екіндіде ел іздеген», «Боғда», «Қара жаяу» — лирические произведения, наполненные глубоким филосским содержанием, с энергичной ритмичной мелодией. Особо выразительны кюи «Сегіз лақ», «Кербез Ақжелең», «Кербез Керік». Известно около десяти кюйев Богды. Кюй «Боз төбе» записал Г. Мухитов, положил на ноты А. В. Затаевич. Творческим наследием занимался Т. Мергалиев. Кюи Богды вошли в репертуар известных исполнителей — домбристов С. Жалмышева, Б. Басыгараева.